# Нороэсте
«Нороэсте», полное название «Эспорте Клуб Нороэсте» (порт.-браз. Esporte Clube Noroeste; Спортивный клуб «Нороэсте») — бразильский футбольный клуб, основанный в Бауру. Назван в честь ныне не существующей железной дороги. Выступает на стадионе «Альфредо де Кастильо» (вместимость — около 18,8 тыс. человек).

## История
«Нороэсте» был основан в тот же день, что и «Коринтианс», второй по популярности клуб в Бразилии. Он был основан 1 сентября 1910 года, но стал профессиональным лишь в 1948 году. До этого года они выиграли чемпионат Интериора (территория за пределами города Сан-Паулу) в 1943 году.
Десять лет спустя, в 1953 году, «Нороэсте» присоединились к первому дивизиону Лиги Паулисты. До 1966 года они играли с одними из лучших команд Бразилии, в том числе с «Сантосом», в котором свои лучшие годы проводил легендарный Пеле. Клуб выступил в Серии A чемпионата Бразилии всего один раз, в 1978 году.
1990-е годы были худшим периодом в истории «Нороэсте». Они дважды выступали в Серии A3 Лиги Паулисты (третьем по уровню дивизионе) в 1994 и 1999 гг. Команда вернулась в Серию А1 чемпионата штата лишь в 2005 году.
Сезон 2006 года «Нороэсте» закончил чемпионат штата Сан-Паулу на пятой позиции, лучшей за всю историю клуба. «Нороэсте» впервые пробились в розыгрыш Кубка Бразилии, но вылетели на ранних стадиях. В Серии C Бразилии «Нороэсте» достиг третьей фазы, но дальше пройти не смог.
В 2007 году «Нороэсте» занял 7-е место на Лиге Паулисте (третий результат за всю историю) и прошёл во второй раунд Кубка Бразилии, уступив будущему финалисту, «Фигейренсе».
С 2012 года участвует во втором дивизионе чемпионата штата Сан-Паулу (Campeonato Paulista Série А2).

## Стадион
«Нороэсте» играет свои домашние матчи на стадионе «Алфредо де Кастильо». Максимальная вместительность заявлена на уровне 18 866 зрителей, однако в одном из матчей Лиги Паулисты против «Палмейраса» был зафиксирован рекорд в 22 863 болельщиков.

## Конкуренты
Основным соперником «Нороэсте» является футбольный клуб «Марилия».